# Uniagraria
UNIAGRARIA es una institución de educación superior de Colombia. Su campus se encuentra ubicado en la ciudad de Bogotá. Fue fundada en 1985. Se destaca por formar profesionales enfocados en la conservación del Medio Ambiente, Desarrollo de las regiones y el fomento del Emprendimiento. Su principal característica es tener la acreditación de la educación en varios de sus programas académicos.

## Historia
La Fundación Universitaria Agraria de Colombia, también conocida como UNIAGRARIA, se encuentra ubicada al norte de la ciudad de Bogotá, (sede principal). Fue fundada en 1985, sin embargo comienza actividades en 1986, con su primer programa de pregrado: Ingeniería de Alimentos, del que destaca el fundador de Surtifruver de la Sabana. La Ingeniería del Campo se denominaría después Ingeniería Civil, este cambio de nombre se realizaría por problemas con el nombre del programa y la nomenclatura de Ministerio de Educación.
En lo que queda de la década se fortalece la enseñanza y la planta física. Los 90's vendrían con la re-certificación de programas, ferias, primera ceremonia de graduación (1993), se abre el programa de contaduría y el de Zootecnia, se inaugura el Eco-Parque "Pinares de Tenjo", además se realizarían varios Congresos, especializaciones y diplomados.
El nuevo milenio llegó con el programa de Ingeniería Mecatrónica e Ingeniería Agroindustrial (se abrió antes pero sucedió el mismo problema que con ingeniería del campo, es decir, gracias a esto se abrió Ingeniería industrial y se innovó en la creación de un nuevo programa). En 2012 se logró el registro calificado para abrir el programa de Medicina Veterinaria y cuenta con una nueva sede en Facatativá (2013).
Uniagraria cuenta con 12 programas de pregrado y 7 programas de posgrado

## Proyectos destacados
Proyecto Sembrar Paz: UNIAGRARIA desarrolló SEMBRAR-PAZ, sigla que identifica al Sistema Educativo Metódico para Bachilleres Reanimadores de la Alternativa Rural y de la Paz, proyecto que busca la preparación de futuros agro empresarios, con base en los jóvenes que estudian su educación básica y media en colegios de bachillerato, con el objeto de preparar el recurso humano que repoblará el campo cuando disminuya o pase el conflicto. 
Gestión del Conocimiento en Producción Agrícola: Pensando en fortalecer los procesos de extensión, investigación y docencia, UNIAGRARIA a través de la Vicerrectoría de Extensión y Proyección Social, ha creado el programa de gestión del conocimiento en producción agrícola la cual es responsable de fomentar, orientar y asesorar proyectos encaminados al desarrollo y beneficio de la comunidad rural.
Centros de Investigación, Innovación Social y Transferencia Tecnológica: Son espacios en diversas regiones del país, que son concebidos para desarrollar la investigación, la innovación, la creación, la adaptación de nuevas tecnologías y la transferencia de éstas al sector productivo rural, así como la agregación de valor a los diferentes productos, y generar procesos de integración y asociatividad entre los diferentes actores sociales de un territorio por medio de modelos de intervención en la ruralidad, a través de alianzas estratégicas en la región.
Red de Bienestar Animal: UNIAGRARIA a través de su Facultad de Ciencias Agrarias, ha incorporado un proyecto que tiene como finalidad consolidar y fortalecer una Red de Bienestar Animal  - RIBAP - , la cual busca generar espacios de información, publicación y desarrollo tecnológico a través de la investigación, la extensión y la apropiación social de conocimiento en los sistemas de producción de leche, a través de la generación de estrategias en instalaciones y protocolos de manejo animal cumpliendo con los estándares de Bienestar Animal a nivel nacional e internacional dentro de nuestro entorno de producción animal.